# 페이저 (전자)
페이저(phasor)는 오일러 공식
{\displaystyle e^{i\theta }=\cos \theta +i\sin \theta }
을 이용해 시간에 대해 진폭, 위상, 주기가 불변인 정현함수를 표현하는 방법이다. 페이저를 이용하면 복소평면상의 실수값 cos {\displaystyle \theta }와 허수값 sin{\displaystyle \theta }를 교류회로의 정현파의 가감연산을 복잡한 삼각함수 연산이 아닌 복소수의 계산으로 대체할 수 있다.
복소수 {\displaystyle {\dot {A}}=a+jb}가 주어졌을 때, 복소평면상에서 원점으로부터 {\displaystyle {\dot {A}}}까지의 거리를 복소수{\displaystyle {\dot {A}}}의 크기라 하며 {\displaystyle |{\dot {A}}|}또는 A로 표기한다.
{\displaystyle |{\dot {A}}|=A={\sqrt {a^{2}+b^{2}}}}
복소수 {\displaystyle {\dot {A}}}의 편각(arqument)을 각(angle) {\displaystyle \varphi }는 
{\displaystyle \varphi =arg({\dot {A}})=\tan ^{-1}{\frac {b}{a}}}
로 표기한다.
여기서 {\displaystyle a=A\cos \varphi ,b=A\sin \varphi }이므로
직교좌표 표현형식인 복소수 {\displaystyle {\dot {A}}=a+jb}는
{\displaystyle {\dot {A}}=A(\cos \varphi +j\sin \varphi )}
로 표현된다.
{\displaystyle A={\sqrt {a^{2}+b^{2}}},\varphi =\tan ^{-1}{\frac {b}{a}}}
{\displaystyle {\dot {A}}=a+jb=A\angle {\varphi }={\sqrt {a^{2}+b^{2}}}\angle {\tan ^{-1}(b/a)}}
와 같이 표시 될 수 있다.